# Parathesis fusca
Parathesis fusca là một loài thực vật có hoa trong họ Anh thảo. Loài này được (Oerst.) Mez mô tả khoa học đầu tiên năm 1902.